# 潘廷镯
潘廷镯（發音：[faːn˧˧ ʔɗïŋ˨˩ t͡ɕaːk̚˧˨ʔ]；1958年8月25日—），一译潘庭镯，乂安省演州县人，越南政治人物。现任第十三届越共中央政治局委員、越南共产党中央内政部部长。

## 生平
潘廷镯出生于北越乂安省，长期任职于家乡，曾担任乂安省公安厅厅长、越共乂安省委副书记、省人民委员会主席，2010年升任越共乂安省委书记，并于2011年当选为第十一屆越共中央委員。2013年2月调离乂安，出任越南共产党中央内政部副部长。
2016年2月，潘廷镯升任越南共产党中央内政部部长。2017年10月，他与胡志明國家政治學院校长阮春胜被增补为越共中央书记处书记。2021年1月31日，在越南共產黨第十三次全國代表大會上，潘廷镯当选为越共中央政治局委員，并继续担任越共中央书记处书记。